# 1964 w sztukach plastycznych
Wydarzenia w sztukach plastycznych i wizualnych w 1964 roku.

## Wydarzenia
- Duet Christo i Jeanne-Claude opakowali po raz pierwszy budowlę publiczną w Spoleto we Włoszech[1].
- Odbyły się II Międzynarodowe Spotkania Artystów, Naukowców i Teoretyków Sztuki w Osiekach.

## Malarstwo
- Tadeusz Kantor

Peinture 80. Figura (1963-1964) – olej na płótnie, kolaż, 115x147 cm, w kolekcji Muzeum Narodowego w Krakowie
- Willem de Kooning

Kobieta, Sag Harbor (Woman, Sag Harbor) – olej na desce, 203x91,4 cm
- Roy Lichtenstein

Świątynia Apollina – olej i farba Magna na płótnie, 238,6x325 cm
- Kenneth Noland

Blue plus Eight – akryl na płótnie, 176,5x176,5 cm
- Jerzy Nowosielski

Plaża wewnętrzna – olej na płótnie
- James Rosenquist

Bez tytułu (Joan Crawford mówi: "...") – olej na płótnie, 242x196 cm
- Andy Warhol

Elvis I i II – farby polimerowe, werniks i serigrafia na płótnie, 208,2x208,2 cm

## Grafika
- Maurits Cornelis Escher

Granica kwadratu – drzeworyt langowy

## Plakat
- Jan Młodożeniec

plakat do filmu Jesień Czejenów – format A1
- Franciszek Starowieyski

plakat do filmu Teresa Desqueyroux – format A1
plakat do filmu Tak blisko nieba – format A1

## Rzeźba
- Władysław Hasior

Pamięci Rozstrzelanych Partyzantów, także: Prometeusz rozstrzelany – rzeźba plenerowa w Kuźnicach
- Marcel Broodthaers

Pense-Bête - książki zalane gipsem z dodanymi plastikowymi kulami i elementami drewnianymi
- Alina Szapocznikow

Głowa VIII (1963-1964)
Rzeźba z kołem (Sculpture avec une roue tournante, 1963-1964)
Studium (1963-1964)
Rzeźba biologiczna I, II, III
Bez tytułu I, II i III
Bukiet I
Faraon (Faruk)
Krab
Kwiatek do Kożucha
Maszyna uosobiona I (Machine en chaire I)
Małe formy rzeźbiarskie
Pancerna II
Ready made
Relief I i II

## Nagrody
- World Press Photo – Don McCullin[16]

## Urodzeni
- Kazimierz Adamski, polski rzeźbiarz
- Anna Tyczyńska – polska artystka intermedialna
- 4 lipca – Edi Rama, albański malarz
- 6 listopada – Marcin Berdyszak, polski artysta intermedialny

## Zmarli
- Stanisław Podgórski (ur. 1882), polski malarz
- Stanisław Jakubowski (ur. 1888), polski malarz i grafik
- Giorgio Morandi (ur. 1890), włoski malarz i grafik
- Zofia Chylińska (ur. 1885), polska malarka
- Władysław Zych (ur. 1900), polski artysta
- Leon Kudła (ur. 1878), polski rzeźbiarz
- 26 stycznia – Xawery Dunikowski (ur. 1875), polski rzeźbiarz, malarz
- 29 stycznia – Włodzimierz Czarniak (ur. 1934), polski architekt
- 8 lipca – Roman Pająk (ur. 1891), polski malarz